# Латышев, Алексей Васильевич
Алексей Васильевич Латышев (1819—1868) — русский педагог.

## Биография
Родился в Санкт-Петербурге в 1819 году. Рано потерял отца и был помещён на полный пансион в малолетнее отделение Главного педагогического института; затем стал студентом института по факультету философских и юридических наук, и  окончил Главный педагогический институт по первому разряду в 1841 году. Сразу после выпуска женился и был назначен на место учителя законоведения в Томской гимназии; несколько лет был также «воспитателем и надзирателем при казенных воспитанниках». Живя в Томске, Латышев занимался и литературным трудом; им были напечатаны «Исторические замечания о городе Томске» и некоторые другие.
Спустя 10 лет, в 1851 году, направился в столицу с намерением получить новое место, что ему удалось: через полгода он был назначен в Архангельскую гимназию. Здесь он продолжал занимался литературным трудом: в 1855 году он составил «Исторический обзор изучения законов в России». При проведении ревизии в гимназии на него обратил внимание помощник попечителя Санкт-Петербургского учебного округа князь Щербатов.
В 1855 году Латышев был назначен инспектором Петрозаводской гимназии, в 1856 году перемещён на такую же должность в Новгородскую гимназию, а в 1858 году назначен на должность директора училищ Вологодской губернии и Вологодской гимназии. При Латышеве в Вологде было открыто женское училище 1-го разряда, а в Тотьме двухклассное училище для девиц.
В 1861 году Латышев был переведён в Санкт-Петербург — директором Ларинской гимназии; с 17 апреля 1863 года — в чине действительного статского советника. В феврале 1864 года он был назначен помощником попечителя Санкт-Петербургского учебного округа, которым был в то время П. И. Ливен.
В 1865 году Латышев был направлен для обозрения учебных заведений западной и восточной Сибири. Эта, длившаяся целый год, поездка расстроила здоровье Латышева; после возвращения в Петербург он заболел чахоткой и 3 (15) мая 1868 года умер. Был похоронен на Волковском православном кладбище.
Его сын Василий (1850—1912), также стал педагогом.